# 14. април
14. април (14.04) је 104. дан у години по грегоријанском календару (105. у преступној години). До краја године има још 261 дана.

## Догађаји
- 43. п. н. е. — Марко Антоније, који је опсео цезаровог атентатора Децима Брута у Мутини, је поразио војску конзула Панса, а одмах затим је поражен од војске другог конзула Хирција.
- 69 — Вителије, заповедник рајнских легија, односи победу над Отоном у близини Кремоне и наметнуо се за римског цара (Година четири цара).
- 193 — Војска у Илирику је изабрала Септимија Севера за римског цара.
- 955 — Након женидбе са хришћанском Дубравком од Чешке, пагански владар Пољана Мјешко I је примио хришћанство, што се сматра оснивањем Пољске.
- 1205 — Бугарски цар Калојан је нанео тежак пораз крсташима и заробио латинског цара Балдуина I Фландријског.
- 1471 — Снаге јоркиста под командом Едварда IV су у бици код Барнета поразили ланкастерску војску, убивши при том Ричард Невила, грофа од Ворика.
- 1849 — На иницијативу револуционарног лидера Лајоша Кошута Мађарска прогласила независност од Аустрије.
- 1865 — Председник САД Абрахам Линколн смртно рањен у атентату који је извео Џон Вилкс Бут неколико дана по завршетку грађанског рата.
- 1900 — Председник Француске Емил Лубе у Паризу отворио Светску изложбу, највећу те врсте у историји Европе.
- 1909 — Након војне побуне против владе, руља је започела масакре над Јерменима у вилајету Адана.
- 1912 — Брод Титаник ударио је у ледену санту и потонуо наредног јутра, усмртивши 1.496 особа.
- 1912 — Основан бразилски Фудбалски клуб Сантос.
- 1931 — У Шпанији проглашена република после абдикације и бекства из земље краља Алфонса XIII.
- 1938 — Полетео је први прототип ловачког авиона Рогожарски ИК-3, а њиме је управљао искусни пилот из Опитне групе капетан Никола Бјелановић.
- 1945 — Савезничке трупе ухапсиле немачког дипломату и политичара Франца фон Папена и изручиле га суду за ратне злочине у Нирнбергу.
- 1958 — Спутњик 2 је пао на Земљу после мисије дуге 162 дана.
- 1970 — Експлодирао је резервоар са кисеоником на летелици Аполо 13, чиме је угрожен живот посаде која је била на мисији ка Месецу.
- 1975 — У Сикиму, у североисточној Индији, укинута монархија и проглашена република. Сиким постао 22. држава Индијске Уније.
- 1986 — Као одговор на подметање бомбе у Западном Берлину, амерички председник Роналд Реган је наредио бомбардовање Либије.
- 1988 — У Женеви, Авганистан и Пакистан потписали споразум о Авганистану, а СССР и САД дали изјаве о немешању и неинтервенцији. Споразумом предвиђен повратак авганистанских избеглица из Пакистана и повлачење совјетских трупа из Авганистана.
- 1994 — Два америчка борбена авиона F-15 игл грешком изнад северног Ирака оборила два америчка хеликоптера, усмртивши свих 26 људи у њима.
- 1995 — Светска здравствена организација саопштила да на простору СФРЈ има око милион људи којима је потребна медицинска помоћ због психолошких траума изазваних ратом.
- 1999 —
  - Најмање 75 људи погинуло, а 25 тешко рањено у Метохији у две избегличке колоне које су ракетирали авиони НАТО.
  - Пакистан извршио пробу балистичке ракете домета 2.000 km, способну да носи нуклеарне пројектиле.
- 2000 — Митингом у центру Београда, „Стоп терору, за демократске изборе“, српска опозиција почела координирану акцију за демократске промене у земљи.
- 2003 —
  - На заседању у Луксембургу шефови дипломатија Европске уније одлучили да забране улазак на територију ЕУ свим особама на Балкану које помажу хашким оптуженицима на слободи.
  - У близини Багдада америчке специјалне снаге ухапсиле бившег лидера палестинског герилског покрета Абуа Абаса, оптуженог да је организовао отмицу италијанског путничког брода „Акиле Лауро“ 1985. и убиство Американца Леона Клингхофера, баченог у Средоземно море.

## Рођења
- 1629 — Кристијан Хајгенс, холандски математичар, физичар и астроном. (прем. 1695)[1]
- 1862 — Војислав Илић, српски песник. (прем. 1894)[2]
- 1862 — Петар Столипин, руски политичар, 3. председник Владе Русије. (прем. 1911)[3]
- 1883 — Сима Пандуровић, српски песник, драматург, есејиста, преводилац и књижевни критичар. (прем. 1960)[4]
- 1886 — Арпад Тот, мађарски песник и преводилац. (прем. 1928)
- 1904 — Џон Гилгуд, енглески глумац и редитељ. (прем. 2000)[5]
- 1925 — Род Стајгер, амерички глумац. (прем. 2002)[6]
- 1926 — Карољ Лапиш, мађарски патолог, академик и инострани члан Одељења медицинских наука Српске академије наука и уметности. (прем. 2025)[7]
- 1927 — Драган Гоџић, српски кошаркаш и кошаркашки тренер. (прем. 1988)
- 1937 — Мирослав Бијелић, српски глумац и књижевник. (прем. 2010)[8]
- 1940 — Џули Кристи, енглеска глумица.[9]
- 1941 — Герхард Невекловски, аустријски лингвиста и академик, инострани члан састава Српске академије науке и уметности.[10]
- 1945 — Ричи Блекмор, енглески музичар, најпознатији као суоснивач и гитариста групе Deep Purple.[11]
- 1958 — Питер Капалди, шкотски глумац, редитељ и сценариста.[12]
- 1961 — Роберт Карлајл, шкотски глумац.[13]
- 1972 — Петар Пуача, српски фудбалер.[14]
- 1973 — Роберто Ајала, аргентински фудбалер.[15]
- 1973 — Ејдријен Броди, амерички глумац.[16]
- 1975 — Вероника Земанова, чешка порнографска глумица и еротски модел.[17]
- 1977 — Сара Мишел Гелар, америчка глумица.[18]
- 1977 — Роб Макелхени, амерички глумац, редитељ, сценариста и продуцент.[19]
- 1977 — Миливоје Ћирковић, српски фудбалер.[20]
- 1979 — Керем Тунчери, турски кошаркаш.[21]
- 1988 — Роберто Баутиста Агут, шпански тенисер.[22]
- 1988 — Жељко Шакић, хрватски кошаркаш.[23]
- 1989 — Ненад Беђик, српски веслач.[24]
- 1996 — Абигејл Бреслин, америчка глумица.[25]
- 1997 — Војислав Стојановић, српски кошаркаш.[26]

## Смрти
- 1759 — Георг Фридрих Хендл, немачки композитор (рођ. 1685)[27]
- 1807 — Џеремаја Бенџамин Рихтер, немачки хемичар (рођ. 1762)
- 1914 — Чарлс Сандерс Пирс, амерички филозоф и логичар (рођ. 1839)[28]
- 1917 — Лудвик Лазар Заменхоф, пољски лекар, творац есперанта[29]
- 1930 — Владимир Владимирович Мајаковски, руски песник [30]
- 1947 — Петар Бајаловић је био српски архитекта[31]
- 1969 — Петар Колендић, српски књижевни историчар [32]
- 1983 — Коста Сивчев конструктор авиона, ваздухопловно технички пуковник у СФРЈ.
- 1986 — Симон де Бовоар, француска књижевница (рођ. 1908)[33]
- 2011 — Бранислав Црнчевић је био српски књижевник, афористичар, новинар, сценариста, политички коментатор и члан СНС. (рођ. 1933)[34]
- 2019 — Мира Марковић, супруга Слободана Милошевића[35]
- 2020 — Миодраг Лазић, примаријус, начелник Ургентног центра Клиничког центра Ниш и ратни хирург Српске војске Крајине и Војске Републике Српске[36]
- 2024 — Лучано Сушањ, југословенски атлетичар, хрватски политичар и спортски радник.[37]

## Празници и дани сећања
- Имендани
  - Тибор, мађарско име